# Paul Cosack
Paul Cosack (* 8. Februar 1852 in Danzig; † 23. Mai 1913 in Coburg) war ein deutscher Architekt und kommunaler Baubeamter, der von 1888 bis 1905 als Stadtbaumeister in Jena arbeitete.

## Leben
Paul Cosack wurde als Sohn des Stadtschulrats Carl Wilhelm Cosack und dessen Ehefrau Bertha Karoline Cosack geb. von Groddeck in Danzig geboren. Beide Eltern entstammten alteingesessenen Danziger Familien.
1874 bestand er das erste Staatsexamen in Berlin vor der (königlich preußischen) Technischen Bau-Deputation. Er war danach 14 Jahre lang als Regierungsbauführer (Titel eines Referendars im Vorbereitungsdienst) im preußischen Staatsdienst tätig. In dieser Zeit arbeitete er 1875/1876 am Bau der Eisenbahnstrecke Berlin-Nordhausen, der Eisenbahn-Anlagen in Bergholz-Beelitz und Michendorf und des Amtsgerichts in Briesen mit Gefängnis und Nebengebäude. 1879 wirkte er am Bau des Amtsgerichts Pößneck, für das er auch den Entwurf fertigte, 1884/1885 am Bau von Kasernen in Neufahrwasser und Militäranlagen in Deutsch Eylau. Von 1887 bis 1888 wurde Paul Cosack für größere Projektarbeiten in die preußische Armee im Bezirk des 15. Armee-Korps nach Dieuze kommandiert; dort arbeitete er für das 4. Lothringische Infanterie-Regiment Nr. 136.
1888 bewarb sich Cosack auf die Stelle des Stadtbaumeisters in Jena; er konnte sich dabei unter 71 Bewerbern durchsetzen und wurde aufgrund eines einstimmigen Beschlusses des Jenaer Gemeinderats gewählt. 1895 und 1901 erfolgte jeweils eine Wiederwahl. In seiner 17-jährigen Tätigkeit oblag ihm die Bauleitung bei der Errichtung der Paradiesschule (1890–1892), der Entwurf und die Bauleitung des Krematoriums (1897–1898) und der Entwurf und die Bauleitung der Westschule (1904). Er erarbeitete eine umfangreiche und zeitgemäße Erneuerung der städtischen Kanalisation.
Neben seiner Berufstätigkeit wirkte Cosack in verschiedenen gemeinnützigen Vereinen und engagierte sich in der ehrenamtlichen Kommunalverwaltung. Er war in der Leitung der Rettungs- und Bergungsarbeiten nach dem schweren Hochwasser vom 24./25. November 1890 in Wenigenjena. Ab 1894 war er Leiter des Evangelischen Männervereins in Jena. 1900 wurde er Mitglied im Aufsichtsrat der Jenaer Baugenossenschaft.
1905 wurde Cosack in den Ruhestand versetzt, eine Begründung ist nicht überliefert. Er starb am 23. Mai 1913 in Coburg.